# Marc Valeri Messal·la (cònsol 226 aC)
Marc Valeri Messal·la (en llatí Marcus Valerius M'. F. M. N. Messalla) va ser un magistrat romà. Era probablement fill de Manius Valerius M. F. M. N. Maximus Corvinus Messalla. Formava part de la gens Valèria i era de la família dels Messal·la.
Va ser elegit cònsol l'any 226 aC amb Luci Apusti Ful·ló i va ocupar el seu període principalment amb el reclutament d'un poderós exèrcit arreu d'Itàlia per poder fer front a l'esperada invasió dels gals tant cisalpins com transalpins. El mencionen Joan Zonaràs i Pau Orosi.